# Одрин
Адрианопол пренасочва насам.  За града в Епир вижте Дринопол.
О̀дрин (наричан в исторически контекст Адрианопол, на турски: Edirne, Едирне, на гръцки: Αδριανούπολη, Адриануполи, катаревуса: Αδριανούπολις, Адриануполис), е град в турската част на Тракия, близо до границите с България и Гърция. Одрин е административен център на едноименния вилает и е столица на съвременна провинция със същото име. Градът има население от 156 155 (2009) жители.
Градът е бил столица на Османската империя от 1369 до 1453 година. Има славата на отличен университетски център. Тракийския университет, създаден през 80-те години на ХХ век, е един от най-добрите в страната и има много добър медицински факултет, болница и симфоничен оркестър.
Всички основни улици в Одрин започват от централния площад, който е заобиколен от 3 имперски джамии – Селимие, Уч Шерефели и старата джамия Талат Паша Булвари.
В Одрин има 2 действащи български църкви: „Свети Георги“ от 1880 г. и „Св. св. Константин и Елена“, построена през 1869 г.

## История
Одрин е основан на мястото на древно тракийско селище с името Ускудама. През 127 г. там римският император Адриан основава град и му дава своето име – Адрианополис, на гръцки - „Адрианов град“. Българската форма на името Одрин и турската Едирне, произлизат от гръцката кратка форма Адриану. Свидетелства за най-старото име на града дава Амиан Марцелин в своя труд Res gestae.
В областта около Одрин са се провели над 15 големи битки и обсади от Античността до днес. Българите са побеждавали край Одрин византийците неколкократно. Хан Кардам разбива голяма византийска армия край Одрин. Хан Крум превзема града в 813 г. През септември 914 г. Цар Симеон влиза победоносно в Одрин, в 921 г. след обсада градът отново се предава на Симеон и е включен в границите на България. На 15 август 1002 г. цар Самуил отново превзема града и го разграбва. 
След завладяването на Константинопол от участниците в Четвъртия кръстоносен поход при разделянето на земите на Византийската империя Одрин е даден на венецианците. Венеция обаче го отстъпва на Теодор Врана и местните жители. В сключения договор (Pactum Adrianopolitanum) e постановено, че градът и околностите му се отдават на жителите му и на Врана, който щял да ги управлява като техен господар и капитан. В замяна на това Врана и адрианополци трубва да доставят 500 конници като военна помощ на Венеция и да плащат годишна рента от 25 хиперпери. Теодор Врана полага клетва, както и Михаил Костомирес, от името на жителите на града.
На 14 април 1205 г. в битката при Адрианопол цар Калоян разгромява тежко въоръжената рицарска армия на Латинската империя и пленява императора ѝ Балдуин I.
Градът е превзет от османските турци през 1369 г. и служи за тяхна столица до падането на Константинопол през 1453 г. Дори и след това Одрин е нещо като втора столица, като редица султани предпочитат да управляват империята от Одрин. През XVI е построена известната  джамия на султан Селим II (Селимийе джамия).
Между 1700 и 1750 г. Одрин е четвъртият по големина град в Европа с население 350 хил. души. През 1738 г. населението на Одрин, както на всички важни градове в европейската част на Османската империя, е преобладаващо турско. По оценка на Кепел през 1831 г. в Одрин турският квартал има 15 000 къщи, а еврейските, арменските, гръцките, българските и циганските квартали групират други 8000 къщи.
Според свидетелства на посетили града през 1858 година американски мисионери, той има 140 хиляди жители, като 40 хиляди от тях са турци, живеещи в по-високата северна част, отделени от арменците, българите, гърците и евреите южно от центъра на града. Те определят Одрин като сравнително космополитен и либерален по отношение на религията град. След Кримската война край Одрин се заселват кримски татари.
През 1877 г. е построена железопътна линия между Цариград и Пловдив. От Одрин има отклонения към Дедеагач на Егейско море.
В „Етнография на вилаетите Адрианопол, Монастир и Салоника“, издадена в Константинопол в 1878 година и отразяваща статистиката на населението от 1873, Адрианопол е посочен като град с 16 220 домакинства и 18 000 жители мюсюлмани, 10 000 жители българи, 16 000 гърци, 6800 евреи, 5200 арменци и 1000 други. В Одрин са живели към 10 000 българи, а в областта над 40 000. Най-компактно българите в града са населявали кварталите „Барутлук махлеси“ (източно от центъра на стария град) и „Узункалдаръм махлеси“ в югоизточната част на стария град. Те създадават възрожденско българско класно училище прераснало в Одринска българска мъжка гимназия с пансион, българска девическа гимназия с пансион, българска католическа гимназия на отците възкресенци с пансион и църквата „Св. св. Кирил и Методий“.
Според статистиката на професор Любомир Милетич в 1912 година в града живеят 634 семейства българи екзархисти, 1016 семейства българи патриаршисти и униати и 2429 гръцки семейства.
В новата история особено значение има обсадата на Одрин по време на Балканската война (1912 – 1913). Гарата на Одрин Караагач е първият бомбардиран от въздуха обект със стратегическа цел в историята, което е извършено от български самолет на 29 октомври 1912 г. На 13 март 1913, крепостта е превзета от българските войски, днес в България датата се чества като Ден на Тракия.
До 1913 г. и изваждането на Източна Тракия от диоцеза на Българската Екзархия, в града действат няколко български храма. Днес са запазени 2 – действащата „Свети Георги“ и „Св. св. Константин и Елена“. Голяма част от българите са изселени или убити през 1913 г. когато България губи Междусъюзническата война и после след 1920 г.
Демографията на Одрин драстично се променя през XIX и XX век. По време на Руско-турската освободителна война, Балканската война и през Втората световна война, той понася тежки поражения и почти се обезлюдява. Тази тенденция продължава до към края на XX век, като през 1980 г. градът има около 105 000 жители. Въпреки че е доста оживен град, особено в сравнение с други турски градове с този размер, днес се е запазила само една малка част от предишния му блясък.
В днешно време в Одрин няма българско население, но е възстановен българският културен център и функционирането на едната от българските църкви в квартал „Барутлук“, разположена на около 500 м източно от знаменитата джамия „Селимие“.

## Забележителности
Градът е богат на исторически и културни паметници от различни епохи. Сред тях е джамията Селимие, построена през 1575 г. по проект на най-големия строител на Османската империя – Синан, който строи и джамията в София. Нейните 70-метрови минарета са изящни, неразделна част от архитектурния силует на сградата и са най-високите в Турция. Сградата е от типа ротонда, с отлични пропорции, без опори във вътрешното пространство. Интересна подробност са 999-те прозорци – специално магическо число.
Архитектурна забележителност от международно значение са и няколкото изящни стари моста на реките Марица, Тунджа и Арда, които функционират. Интерес представлява и затворническата кула от Средновековието, разположена в северната периферия на града – „Одринската кула“, както и старата гара Караагач (1890 г.), днес ректорат на Тракийския университет в града. Символ на града е историческата покрита чаршия, пострадала силно от пожар и външно възстановена, в която се помещават магазини и занаятчийски работилници.

### Одрински дворец
От османския период на разцвет градът е бил нещо като втора (европейска) столица на империята в която султаните резидирали в известния нов дворец, след пренасянето на столицата от Бурса.

### Храм „Свети Великомъченик Георги“
Българската църква „Свети Великомъченик Георги“ се намира в североизточната част на град Одрин, в квартал „Къйък“, махала „Барутлук“. Някога това е била една от българските махали в Одрин. Основите ѝ са положени на 23 април 1880 г. и е завършена същата година. Построена е със съдействието на тогавашния областен управител на Одрин Рауф паша и с разрешението на Султан Хамид ІІ. Църквата е изградена на площ от 320 m² и представлява трикорабна псевдобазилика, просторна и с висок таван в характерен за късното българско Възраждане стил. 
Първоначално богослуженията са се извършвали на гръцки език, но под натиска на българската общност това бързо се променя и започва да се служи на български език. До 1940 г. свещениците в църквата са били български граждани, а след това богослуженията са отслужвани от български свещеници от Истанбул, сред които отец Димитър Михайлов, отец Михаил Димитров и отец Венко. През 1951 г. църквата затваря врати. Богослужения вече не се извършват и сградата постепенно започва да се руши. В годините преди реставрацията църквата е поддържана на доброволни начала от един от малкото потомствени българи Филип Чъкърък.
Дълги години той крие в подземен тайник на църквата уникално издание на Светото Евангелие и ценна църковна утвар. Свещената книга е изработена в Москва през 1875 г., и е дарена на голямата ни одринска митрополитска църква „Св. св. Константин и Елена“. Днес реликвата се съхранява в олтара на храма „Свети Великомъченик Георги“. Продължител на делото на бай Филип сега е неговият син Александър Чъкърък, бившия свещеник в храма.
Отец Александър почива от инфаркт на 17.03.2023 година и бива погребан в църковния двор. 
Гробът му е посещаван от миряни от цялото българско землище,които отдават почит към заслугите на отеца.
През 2001 г. е изготвен проект за реставрация на църквата. След получаване на официално разрешение от турска страна, на 1 октомври 2003 г. ремонтните дейности започват. Възстановеният храм е тържествено открит и осветен на 9 май 2004 г. от Русенския митрополит Неофит в присъствието на множество български и турски официални лица.
През 2008 г. на балкона на храма „Св. Георги“ е открита постоянна етнографска експозиция „Делници и празници на българите в Одринска Тракия“, в която са съхранени исторически материали, традиционно българско облекло, накити и битови предмети. На второто ниво на балкона е библиотеката с над 2500 книги на български език.

### Църквата „Св. св. Константин и Елена“
Църквата „Св. св. Константин и Елена“ се издига в квартал „Киришхане“, в югозападната част на Одрин. Построена е през 1869 година със средства на българската общност в града от майстор Константин Казаков (Уста Костадин Казака) от село Булгаркьой. Градежът е започнал на 3 март 1869 година и е завършен на 25 септември същата година, в навечерието на учредяването на Българската екзархия.
Църквата представлява трикорабна псевдобазилика с разгърната площ от 600 m². Стените са изработени от смесена каменно-тухлена зидария в стила на православната архитектура от онова време. Два реда колони поддържат дървения таван и покрива, а над притвора в западната част са издигнати емпориите на две нива.
След Балканските войни 1912 – 13 година заедно с масовото изселване на българите от Югоизточна и Беломорска Тракия, църквата „Св. св. Константин и Елена“ остава безстопанствена и постепенно започва да се руши. Неколкократно е била обект на иманярски набези, а в края на 80-те години на 20 век е опожарена и разграбена. Църквата е реставрирана през 2008 г.

### Джамията Селимие
Джамията Селимие е най-голямата гордост на Одрин. Селимие според някои мнения превъзхожда по хубост и внушителност дори Света София в Истанбул, като е призната за едно от най-високите постижения на ислямската архитектура.
Храмът е дело на Мимар Синан (1490 – 1588), главен архитект на няколко султана, оставил след себе си около 400 джамии, мостове, медреси, хамами, акведукти, фонтани и т.н. Селимие джамия е върхово постижение в работата на Синан. Джамията, както и Сюлейман джамия (Сюлеймание джамия) в Истанбул, е от типа на така наречените „султански джамии“. И двата храма са построени във византийския стил на Света София, но при конструирането на Селимие Синан проявява новаторство, като прилага нови архитектурни техники. Построена е само за шест години – между 1569 и 1575 година.
Според легендата Мимар Синан получил вдъхновение за този шедьовър, докато гледал майчините си коси. Архитектът измайсторил чудни плетеници на всичките 384 тесни прозорчета на джамията по подобие на нейните плитки.
Заповедта за издигането на храма дошла от дванадесетия падишах на Османската империя – Селим Втори, син на Сюлейман Великолепни. Съществува въпросът защо тази величествена джамия е издигната в Одрин, а не в Истанбул. Според легендата Селим Втори получил видение на сън, в което пророкът Мохамед му заръчва да издигне именно в Одрин джамията с плячката от битката с Кипър през 1571 година. Според друга теория Селимие не е построена в Истанбул, защото там вече блестят шедьоври като Света София, Сюлеймание (Süleymaniye) и джамията Фатих, които заемат централно място в турската столица. За величествения комплекс Селимие нямало достойно място.
Куполът на Селимие е с височина 44 метра и диаметър от 32 метра. Издигнат е върху 8 мраморни колони. Джамията на Селим II е с идеални пропорции и е от типа ротонда без опори във вътрешното пространство. Оригиналната джамия е имала 1000 прозорци (бин пенджар), но след това един е зазидан заради вярването, че 999 (докуз юз доксан докуз пенджар) е магическо число, а и защото изказа на числото на турски звучало по-величествено отколкото 1000.
Джамията Селимие стои в центъра на кюлие (külliye) – комплекс от болница, училище, библиотека вани около джамия, която се състои от медресе (medrese), ислямска академия, където се преподават религия и други науки, училището „Al-Hadith“ и комплекс от магазини. Днес Селимие е достъпна за абсолютно всички. Всеки може да влезе вътре независимо от вероизповеданието. Единственото условие е да се събуят обувките, а жените да покрият главите си с подходяща кърпа.

### Ески джамия
Тя е най-малката от трите имперски джамии, намиращи се на централния площад на Одрин. Известна е с калиграфските си надписи по вътрешните стени и малкия централен купол.

### Уч Шерефели джамия
Също се намира на централния площад на Одрин. Джамията е лесно разпознаваема с четирите си минарета, всяко със свой собствен дизайн, което доста необичайно по времето на построяването ѝ през 15 век. Едното от минаретата има 3 балкона, което ѝ дава името, което буквално означава три-балконна. Джамията е богато украсена с пълноцветни стенописи по стените, централния купол и малките куполи, които са с различна големина и цвят, поддържани от изящни колони.

### Македонската кула
Крепостната стена, изградена от римляните, с формата на квадрат в продължение на векове играе изключително важна роля за отбраната на града. Съоръжението претърпяло ремонт и някои изменения през византийско и османско време се е запазило до XIX в. От крепостта до наши дни са запазени Македонската кула и някои малки участъци. Смята се, че е наречена така, защото гледа към Македония.

### Археологически музей
В музея може да се видят ценности от тракийско и римско време, като в градинката пред него е изложен истински тракийски долмен. Към музея е изграден и музей на ислямското изкуство.

## Известни личности
Родени в Одрин
- Васил Василев, четник в четата на Петър Странджата през 1898 г., мобилизиран в пощата в Бургас през Балканската война[14]
- Велко Ралев (1869 – ?), български просветен деец, преподавал в Одринската българска мъжка гимназия,[15] завършил Солунската гимназия в 1892 г.[16]
- Георги Вълкович (1833 – 1892), български лекар и политик
- Георги Караискаки (1832 – ?), български революционер от гръцки произход
- Георги П. Михайлов, български революционер от ВМОРО, четник на Петър Ацев[17]
- Димитър Бъчваров – Куция Матю, член и терорист на ВМОРО[18]
- Димо Тодоров, деец на ВМОРО, участник в Илинденско-Преображенското въстание в 1903 година[19]
- Дионисий V Константинополски, вселенски патриарх от 1887 до 1891 година
- Драгомир Николаев Недев (4 май 1918 – ?), завършил в 1941 година право в Софийския университет[20]
- Е. Кьортян, четник на ВМОРО[21]
- Жеко Неделчов, български революционер от ВМОРО, четник на Кимон Георгиев[22]
- Кирил VI Константинополски, вселенски патриарх от 1813 до 1818
- Константин Панайотов, български революционер от ВМОРО, четник на Стефан Димитров[23]
- Костадин Янков (1885 – ?), български революционер от ВМОРО, четник на Пандо Сидов[24]
- Лука Касъров (1848 – 1929), български търговец и дарител
- Мехмед II (1432 – 1481), османски султан
- Нестор Иванов (1873 – 1923), български учител и революционер
- Никифор Вриений (1062 – 1139), византийски историк
- Никола Долапчиев (1869 – 1948), български революционер
- Никола Лулчев (1873 – ?), български революционер
- Никос Захариадис (1903 – 1973), гръцки комунистически деец
- Йосиф Хербст (1875 – 1925), български журналист
- Радул Канели (1868 – 1913), български драматичен актьор и режисьор
- Станислав Тодоров Константинов (? – 1912), български военен деец, майор, загинал през Балканската война[25]
- Стефан Тошев (1882 – 1903), български революционер на ВМОК, четник при Стоян Бъчваров, загинал при сражението с турски аскер в Карбинци[26]
- Тодор Желязков, български революционер от ВМОРО, четник на Петър Ангелов[27]
- Щилиян Георгиев (1874 – ?), български революционер

Македоно-одрински опълченци от Одрин
- Георги Апостолов, 24-годишен, кръчмар (дърводелец), IV отделение, четата на Никола Андреев, II рота на XIII кукушка дружина, носител на орден „За храброст“ IV степен[28]
- Илия К. Алексов, 30-годишен, кръчмар, I рота на XI сярска дружина[29]
- Фоти Андон, 20-годишен, Струмишка чета[30]

Починали в Одрин
- Ахмед II (1643 – 1695), османски султан
- Валент (328 – 378), византийски император
- Евстатий Пелагонийски (1832 – 1888), български духовник, управляващ Нишавска и Одринска епархия
- Кьопрюлю Мехмед паша (1575 – 1661), велик везир
- Мехмед I (1382 – 1421), османски султан
- Мехмед IV (1642 – 1693), османски султан
- Мурад II (1404 – 1451), османски султан
- Селим I (1470 – 1520), османски султан
- Сюлейман II (1642 – 1691), османски султан
- Кязим Дирик (1881 – 1941), генерал

Други личности, свързани с Одрин
- Никодим Тивериополски (1864 – 1932), български духовник, управляващ Одринската епархия на Българската екзархия от 1910 до 1932 година

## Други
На Одрин е наречена улица в София (Карта).

## Побратимени градове
- Ямбол, България
- Кърджали, България

## Галерия
- Българската църква „Св. Георги“ в Одрин
- Селим джамия
- Ески джамия – интериор
- Одринската кула
- Стара порта
- Стари турски (османски) гробища в Одрин